# Musée préfectoral d'art de Kumamoto
Le musée préfectoral d'art de Kumamoto (熊本県立美術館, Kumamoto Kenritsu Bijutsukan) conçu par Kunio Maekawa et ouvert en 1976, est installé dans l'enceinte du château de Kumamoto, à Kumamoto au Japon. C'est un des nombreux musées au Japon financés par une préfecture.
La collection permanente, consacrée à l'art et à l'artisanat de la préfecture de Kumamoto, contient également des œuvres de Renoir et Rodin. Une salle est consacrée aux répliques de kofun décorés situés dans la préfecture.